# Abacs Márton
Hunyadi Abacs Márton (egyes forrásokban Abats illetve Abáts; Torda, 1710 körül – Torda, 1768 ősze) magyar református lelkész, jegyző.

## Élete
Abacs Márton tordai református pap fia, Abacs János püspök édesapja és Abacs János aranyosgerendi lelkész testvére volt. 1732–1733-ban a franekeri egyetemen, 1736-ban az utrechti egyetemen tanult. 1737-től 1768-ig apja utódaként a tordai református egyház lelkésze volt.

## Munkái
- Halotti predikáció… Énókról, melyel... Hermányi Dienes József urámnak földi utolsó tisztességet tenni kivánt... Nagyenyed 1763.
- Emberi panaszolkodó reménség, melyről... gróf Teleki Sándor urfinak:… eltemettetésekor... együgyü prédikációval beszélgetett. Nagyenyed, 1768.